# Oudleusen
Oudleusen est un village situé dans la commune néerlandaise de Dalfsen, dans la province d'Overijssel. Le 1er janvier 2006, le village comptait 501 habitants.